# Anglo-Japanse Alliantie

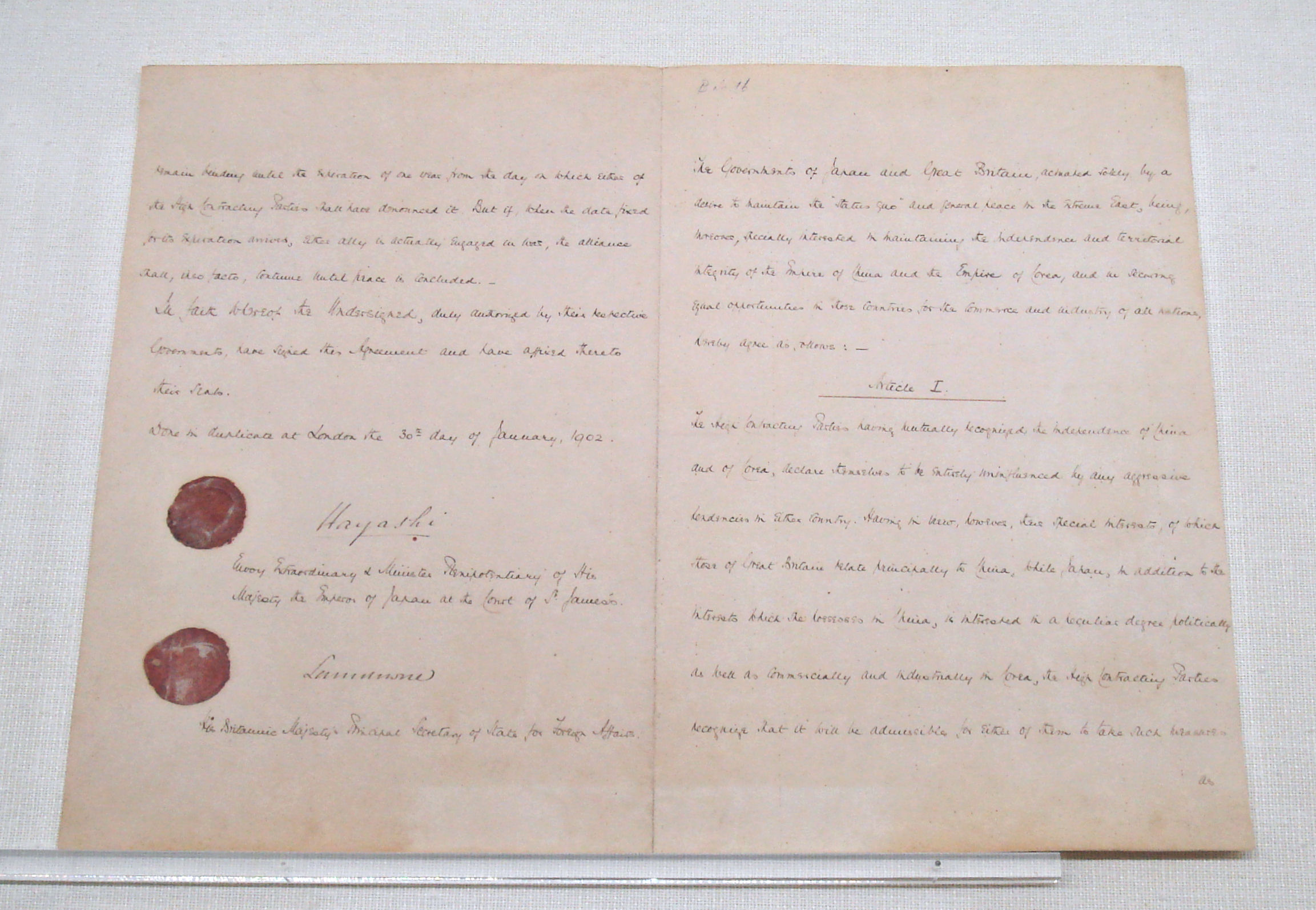
De tekst van het verdrag dat leidde tot het bondgenootschap tussen Groot-Brittannië en Japan.

De Anglo-Japanse Alliantie was een bondgenootschap tussen Groot-Brittannië en Japan dat op 30 januari 1902 gesloten werd. Het verdrag was een diplomatieke mijlpaal: het betekende het einde van de geïsoleerde positie van Groot-Brittannië. In 1905 en 1911 hernieuwden de landen het verdrag, voordat het in 1923 definitief beëindigd werd.

## Achtergrond
De mogelijkheid voor een bondgenootschap tussen Japan en het Verenigd Koninkrijk hing in de lucht sinds 1895 toen Groot-Brittannië weigerde om zich aan te sluiten bij de Drie Landen-interventie van Frankrijk, Duitsland en Rusland waarbij zij Japan verzochten het schiereiland Liaodong aan China terug te geven. In de jaren daarna steunde Groot-Brittannië Japan bij de modernisatie van het land en werkten beide landen nauw samen bij het goed ten einde brengen van de Boxeropstand.
Zowel Japan als Groot-Brittannië hadden belang bij een bondgenootschap om de Russische expansie tegen te gaan in Azië. Tegelijkertijd waren beide landen voorzichtig. In Groot-Brittannië waren politici bang om Rusland voor het hoofd te stoten en ze wilden door het bondgenootschap niet in een oorlog met de Verenigde Staten belanden. In Japan waren er verschillende hooggeplaatste personen, waaronder premier Hirobumi Ito, die hoopten dat zij er met Rusland nog uit konden komen. Verder was Groot-Brittannië niet bereid de Japanse belangen in Korea te verdedigen en andersom was Japan niet bereid op te komen voor de Britse belangen in Brits-Indië.

## Totstandkoming
De onderhandelingen begonnen in juli 1901 en werden gevoerd door Lord Lansdowne, de Britse minister van Buitenlandse Zaken en Hayashi Tadasu, de Japanse ambassadeur in het Verenigd Koninkrijk. De onderhandelingen liepen in november 1901 vast vanwege een meningsverschil over de positie van Brits-Indië en Korea. Premier Ito verzocht op dit punt om een opschorting van de onderhandelingen, omdat hij nog eenmaal toenadering tot Rusland wilde zoeken. Deze toenaderingspoging was onsuccesvol en de onderhandelingen werden hervat in het begin van 1902.
Beide landen spreken in het verdrag af dat zij elkaar zullen helpen wanneer een van beide in oorlog komt met een ander land. Verder wordt de onafhankelijkheid van China en Korea erkend, maar wel uitgesproken dat zowel Japan als Groot-Brittannië bepaalde belangen hebben met betrekking tot deze landen. Indien Japan of Groot-Brittannië geweld richting China of Korea moet gebruiken om die belangen veilig te stellen, dan heeft het andere land het recht om zijn neutraliteit te bewaren. Het verdrag was geldig voor een periode van vijf jaar en zou daarna telkens met een jaar worden verlengd, tenzij een van beide landen het wilde opzeggen.

## Hernieuwingen
Het verdrag werd hernieuwd in 1905 en 1911. Dit was vooral ingegeven door de Britse verdenkingen over de Japanse intenties in Zuidoost-Azië. Japan leek het opkomende nationalisme in India te steunen, bijvoorbeeld door Rash Behari Bose te ontvangen. In het verdrag van 1905 sprak Japan zijn steun uit voor de Britse belangen in Brits-Indië, terwijl Groot-Brittannië de Japanse expansie in Korea steunde.

## Reacties
Rusland reageerde geschrokken op het verdrag en zocht toenadering tot Frankrijk en Duitsland, maar dit laatste land wees een bondgenootschap af. Op 16 maart 1902 vonden Rusland en Frankrijk elkaar wel in een bondgenootschap. China en de Verenigde Staten wezen het bondgenootschap van Groot-Brittannië en Japan af. Na het uitbreken van de Russisch-Japanse Oorlog schoot Frankrijk Rusland niet te hulp, omdat dit een oorlog met Groot-Brittannië zou beteken. Het bondgenootschap leidde er ook toe dat Japan de zijde van Groot-Brittannië koos in de Eerste Wereldoorlog. Japan viel de Duitse basis aan in Tsingtao en wierp zich vol enthousiasme op de Duitse koloniën in de Pacific boven de evenaar. Japanse officieren vochten mee in de Zeeslag bij Jutland en Japanse schepen boden bescherming aan geallieerde schepen rondom Malta.
Er waren wel spanningen tussen Japan en Groot-Brittannië. Een van de belangrijkste bronnen daarvoor was het (vermeende) racisme waar Japan de Britten van verdacht. Dit onderwerp kwam formeel op tafel tijdens de Vredesconferentie van Parijs toen de Japanse prins Kinmochi Saionji het Racial Equality Proposal 1919 op tafel legde waarin werd uitgesproken dat alle mensen gelijk waren. Hoewel de Britten dit met de mond konden beamen lag het politiek lastig. Zo voerde de regering van het dominion Australië die er op gericht was niet-witte immigranten de toegang te weigeren. Een ander pijnpunt was de manier waarop Britse banken Japan behandelden. Japan had in de decennia daarvoor een sterke economische groei doorgemaakt, maar Britse banken waren nog steeds voorzichtig met het verstrekken van financiële hulpmiddelen en schatte de risico's nog steeds hoog in.

## Beëindiging
De verschillende leiders van het Gemenebest hadden een verschillende houding tegenover het bondgenootschap. De Canadese premier Arthur Meighen was voorstander van  een voortzetting van de alliantie, omdat het de Britse belangen in de Pacific veilig zou stellen. Australië was ook voorstander van een voorstander van voortzetting, omdat zij op die manier beschermd zou zijn tegen een eventuele Japanse invasie. Zij hadden minder vertrouwen in een bondgenootschap met de Verenigde Staten, omdat die er voor hadden gekozen na de Eerste Wereldoorlog zich internationaal verder te isoleren. Toch zegde Groot-Brittannië het bondgenootschap in 1920 op vanwege de toegenomen spanningen tussen beide landen en de behoefte van Groot-Brittannië om de Verenigde Staten niet voor het hoofd te stoten.

## Nasleep
Groot-Brittannië wilde wel voorkomen dat Japan toenadering zou zoeken tot Duitsland, en haalde daarom de Verenigde Staten over een conferentie te beleggen tussen de Verenigde Staten, Groot-Brittannië, Japan en Frankrijk. Deze landen sloten het viermogendhedenverdrag, waarbij alle landen beloofden de grenzen van de ander in de Pacific te respecteren. Later zou dit verdrag zich uitbreiden na een negenmogendhedenverdrag. Onder die mogendheden bevonden zich ook China en Nederland. Toen Japan echter vanaf het begin van de jaren dertig China aanviel, konden de verschillende landen weinig meer doen dan formeel bezwaar maken, omdat zij niet de middelen hadden naleving van het verdrag af te dwingen.